# Аннія Аврелія Галерія Фаустіна
Аннія Аврелія Галерія Фаустіна (лат. Annia Aurelia Galeria Faustina; 30 листопада 147 —після 175) — матрона часів Римської імперії.

## Життєпис
Походила з династії Антонінів. Донька імператора Марка Аврелія та Фаустіни Молодшої. Між 167 та 170 роками вийшла заміж за Гнея Клавдія Севера, консула-суфекта 167 та консула 173 років. Мала від нього сина.
Після шлюбу разом із чоловіком перебралася до м. Помпейополіс (у Пафлагонії). Займалася переважно хатніми справами, не втручаючись у політичне життя. Померла після 175 року.

## Родина
Чоловік — Гней Клавдій Север, консул-суфект 167 року, консул 173 року
Діти:
- Тіберій Клавдій Север Прокул, консул 200 року